# Stadtbahn di Stoccarda
La Stadtbahn di Stoccarda è un sistema di trasporto che serve la città tedesca di Stoccarda. Si tratta di un sistema di Stadtbahn (letteralmente: "Ferrovia urbana") derivante dalla trasformazione della vecchia rete tranviaria, le cui tratte centrali sono state interrate rendendole simili a una metropolitana.

## Storia
I primi progetti di un sistema Stadtbahn a Stoccarda risalgono agli anni sessanta e settanta. Negli anni sessanta si inizió a interrare i punti più centrali della vecchia rete tranviaria. Le nuove stazioni sotterranee furono costruite per essere usate da mezzi più grandi visto che già allora era previsto di ammodernare la rete.
La prima tratta interrata venne aperta il 10 maggio 1966: si trattava di un tunnel lungo 750 m (comprese le rampe d'accesso) sottopassante il Charlottenplatz in direzione nord-sud, e comprendente una stazione sotterranea.
Negli anni settanta gli enti locali stabilirono di sostituire la rete di vecchi tram con un moderno sistema Stadtbahn. Nel corso dei decenni successivi i binari vennero allargati da scartamento metrico a scartamento standard (1435 mm) e vennero costruite banchine più alte. I cappi di ritorno ai capi di ogni linea divennero obsoleti e furono gradualmente rimossi visto che i nuovi treni potevano fare inversione di marcia senza girarsi. Durante la fase di transizione vecchi e nuovi mezzi spesso percorrevano gli stessi tratti grazie a binari a doppio scartamento.
Dal 2007 i vecchi tram a scartamento metrico (ormai obsoleti) sono fuori servizio. Alcuni esemplari si trovano in esposizione al museo dei tram di Stoccarda il quale offre anche giri turistici.

## Rete

### In servizio
| U1  | Fellbach Lutherkirche – Bad Cannstatt – Hauptbahnhof – Heslach – Vaihingen                                                                                  |
| U2  | Neugereut – Bad Cannstatt – Hauptbahnhof – Botnang |
| U3  | Plieningen – Möhringen – Vaihingen |
| U4  | Untertürkheim – Ostendplatz – Neckartor |
| U5  | Killesberg – Hauptbahnhof – Degerloch – Möhringen – Leinfelden                                                                                              |
| U6  | Gerlingen – Weilimdorf – Feuerbach – Hauptbahnhof – Degerloch – Möhringen - Fasanenhof                                                                      |
| U7  | Mönchfeld – Hauptbahnhof – Ruhbank/Fernsehturm – Heumaden – Ostfildern-Nellingen                                                                            |
| U8  | Vaihingen – Möhringen – Degerloch – Ruhbank/Fernsehturm – Heumaden – Ostfildern-Nellingen                                                                   |
| U9  | Hedelfingen – Raitelsberg – Hauptbahnhof – Vogelsang ( – Botnang)                                                                                           |
| U11 | Charlottenplatz - Rotebühlplatz (Stadtmitte) - Hauptbahnhof – Mineralbäder – Cannstatter Wasen – NeckarPark (Stadion) (solo in occasione di manifestazioni) |
| U12 | Hallschlag - Nordbahnhof - Hauptbahnhof - Degerloch - Möhringen - Dürrlewang                                                                                |
| U13 | (Giebel – ) Feuerbach Pfostenwäldle – Pragsattel – Bad Cannstatt – Hedelfingen                                                                              |
| U14 | Remseck-Neckargröningen – Münster – Hauptbahnhof – Rotebühlplatz (Stadtmitte) – Heslach Vogelrain                                                           |
| U15 | Stammheim – Pragsattel – Hauptbahnhof – Eugensplatz – Ruhbank/Fernsehturm ( – Heumaden)                                                                     |
| U19 | Neugereut - Bad Cannstatt Wilhelmsplatz – NeckarPark (Stadion) (solo in occasione di manifestazioni)                                                        |
| U21 | Charlottenplatz - Südheimer Platz |
| U24 | Hölderlinplatz - Charlottenplatz |

### In fase di costruzione (o progettazione)
| U5   | Leinfelden Bf - Markomannenstraße (inizio lavori 2018)                                            |
| U6   | Fasanenhof - Stadionstraße - Messe West - Flughafen/Messe-Ost (inizio lavori 2017, apertura 2020) |
| U12  | Stazione "Bottroper Straße" tra Hallschlag e Wagrainäcker (apertura 2017)                         |
| U12  | Stazione "Budapester Platz" (apertura 2017)                                                       |
| div. | Stazione "Staatsgalerie"                                                                          |

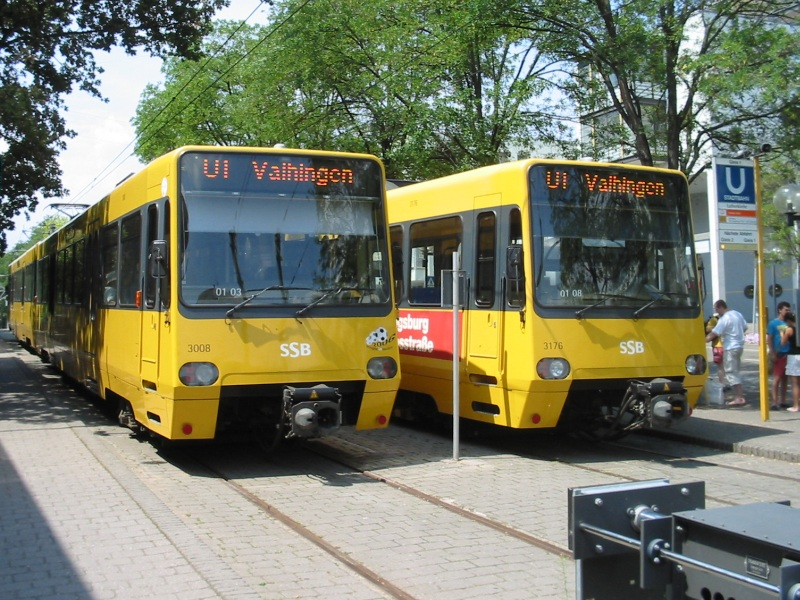
Treno di prima generazione
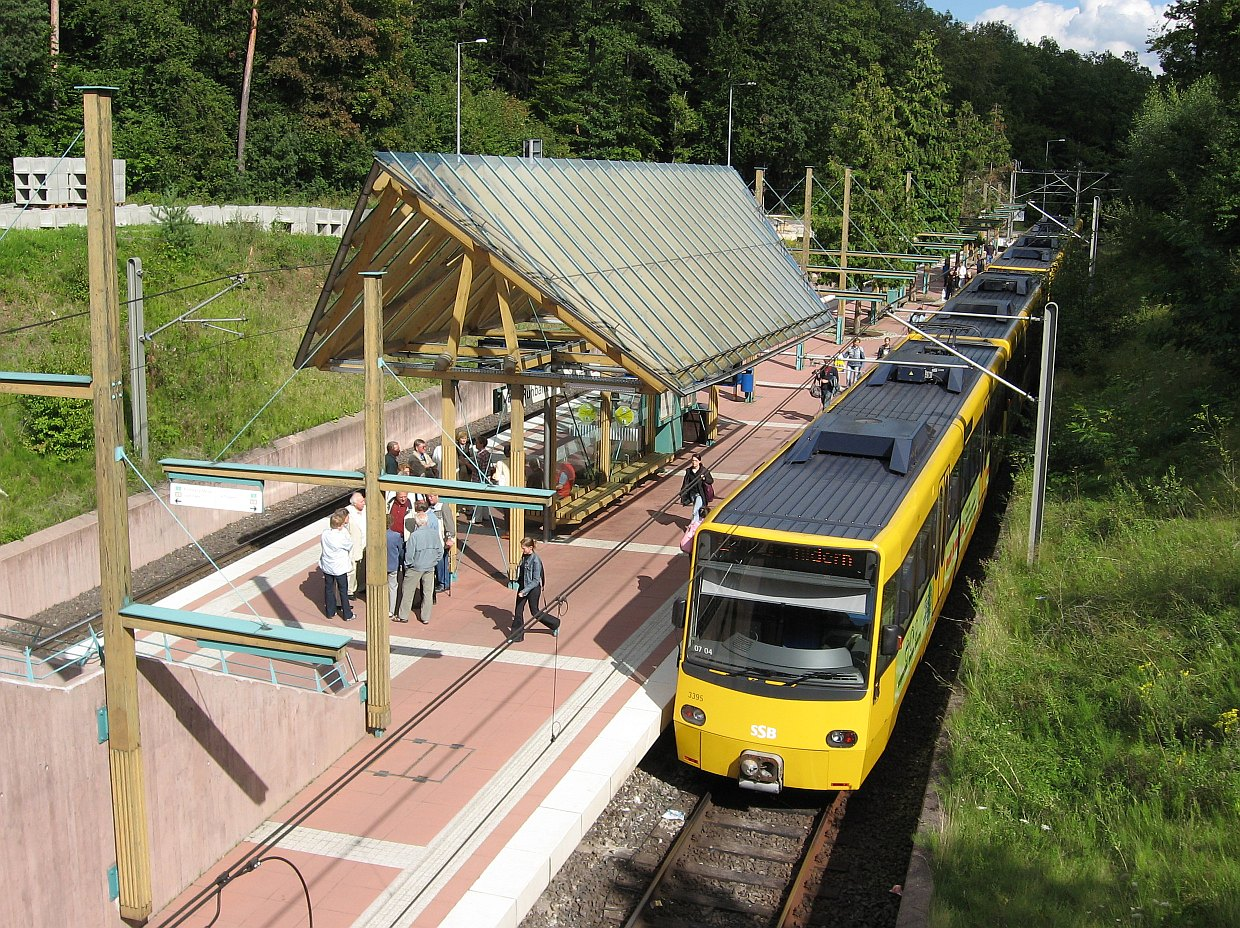
Treno di seconda generazione
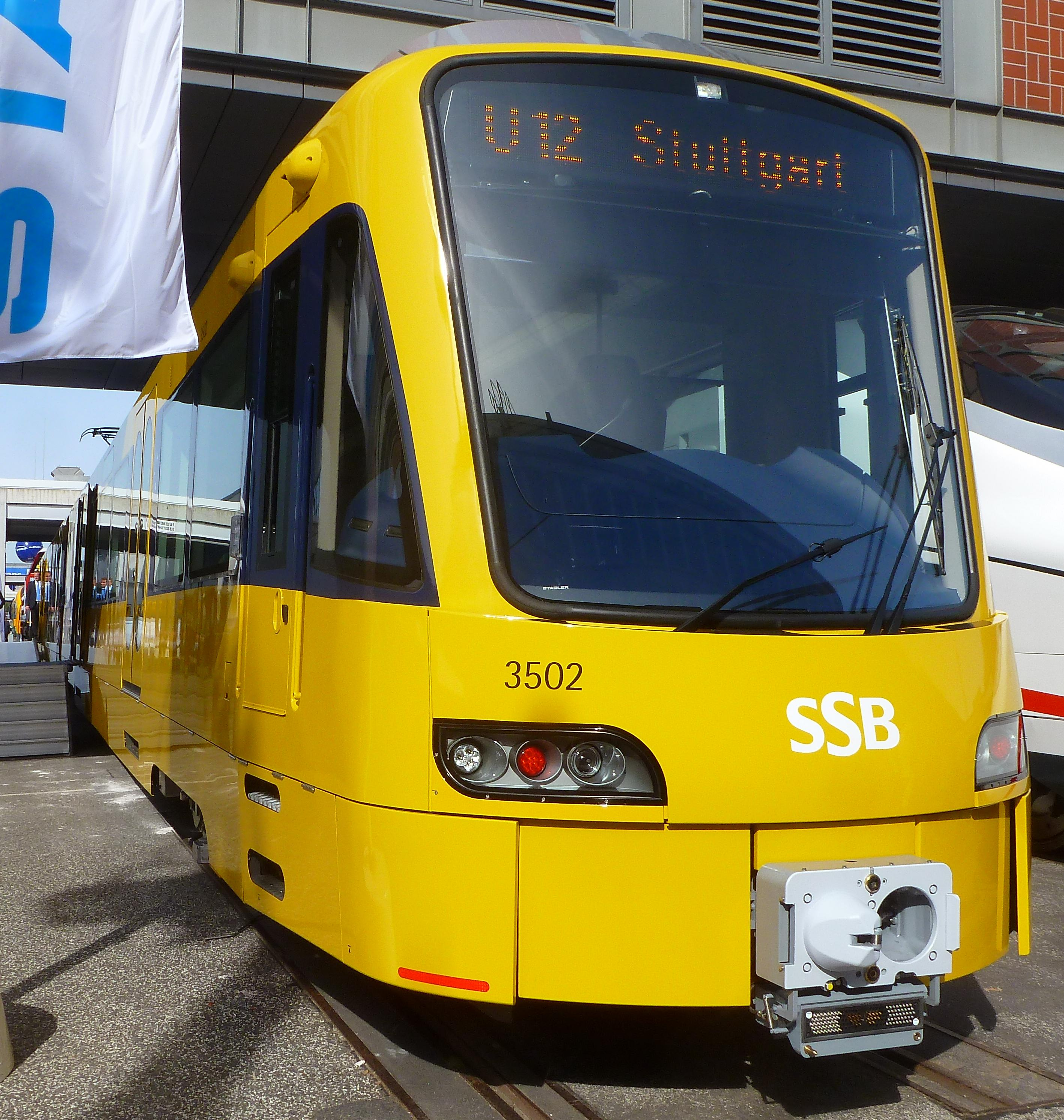
Treno di terza generazione

## Il materiale rotabile
| Modello             | Numerazione         | Casa costruttrice              | Esemplari costruiti/in servizio | Entrata in servizio | Particolari      |
| prototipi           | prototipi           | prototipi                      | 3/0                             |                     |                  |
| ------------------- | ------------------- | ------------------------------ | ------------------------------- | ------------------- | ---------------- |
| DT 8.1              | 3001/3002           | MAN, AEG, Siemens              | 1/0                             | 1981                | esposto in museo |
| DT 8.2              | 3003/3004           | MAN, AEG, Siemens              | 1/0                             | 1982                | rottamato        |
| DT 8.3              | 3005/3006           | MAN, BBC                       | 1/0                             | 1982                | esposto in museo |
| prima generazione   | prima generazione   | prima generazione              | 114/114                         |                     |                  |
| DT 8.4              | 3007-3086           | DUEWAG, BBC, AEG, Siemens, SGP | 40/40                           | 1985-1986           | scaletta         |
| DT 8.5              | 3087-3104           | DUEWAG, BBC, AEG, Siemens, SGP | 9/9                             | 1988-1989           | scaletta         |
| DT 8.6              | 3105-3168           | DUEWAG, BBC, AEG, Siemens, SGP | 32/32                           | 1989-1990           |                  |
| DT 8.7              | 3169-3180           | DUEWAG, BBC, AEG, Siemens, SGP | 6/6                             | 1992-1993           | scaletta         |
| DT 8.8              | 3181-3202           | DUEWAG, BBC, AEG, Siemens, SGP | 11/11                           | 1993                |                  |
| DT 8.9              | 3203-3234           | DUEWAG, BBC, AEG, Siemens, SGP | 16/16                           | 1996                |                  |
| seconda generazione | seconda generazione | seconda generazione            | 50/50                           |                     |                  |
| DT 8.10             | 3301-3346           | Siemens                        | 23/23                           | 1999-2000           |                  |
| DT 8.11             | 3347-3400           | Bombardier                     | 27/27                           | 2003-2005           |                  |
| terza generazione   | terza generazione   | terza generazione              | 40/40                           |                     |                  |
| DT 8.12             | 3501-3540           | Stadler                        | 20/20                           | 2012-2014           | luci LED         |
| DT 8.14             |                     | Stadler                        | 20/20                           | dal 2016            | luci LED         |

Quasi tutti i treni di prima generazione sono stati ammodernati e vengono considerati come DT 8-S. Il 4 sostituische il 3 all'inizio di ogni numerazione. Le scalette sono state rimosse.

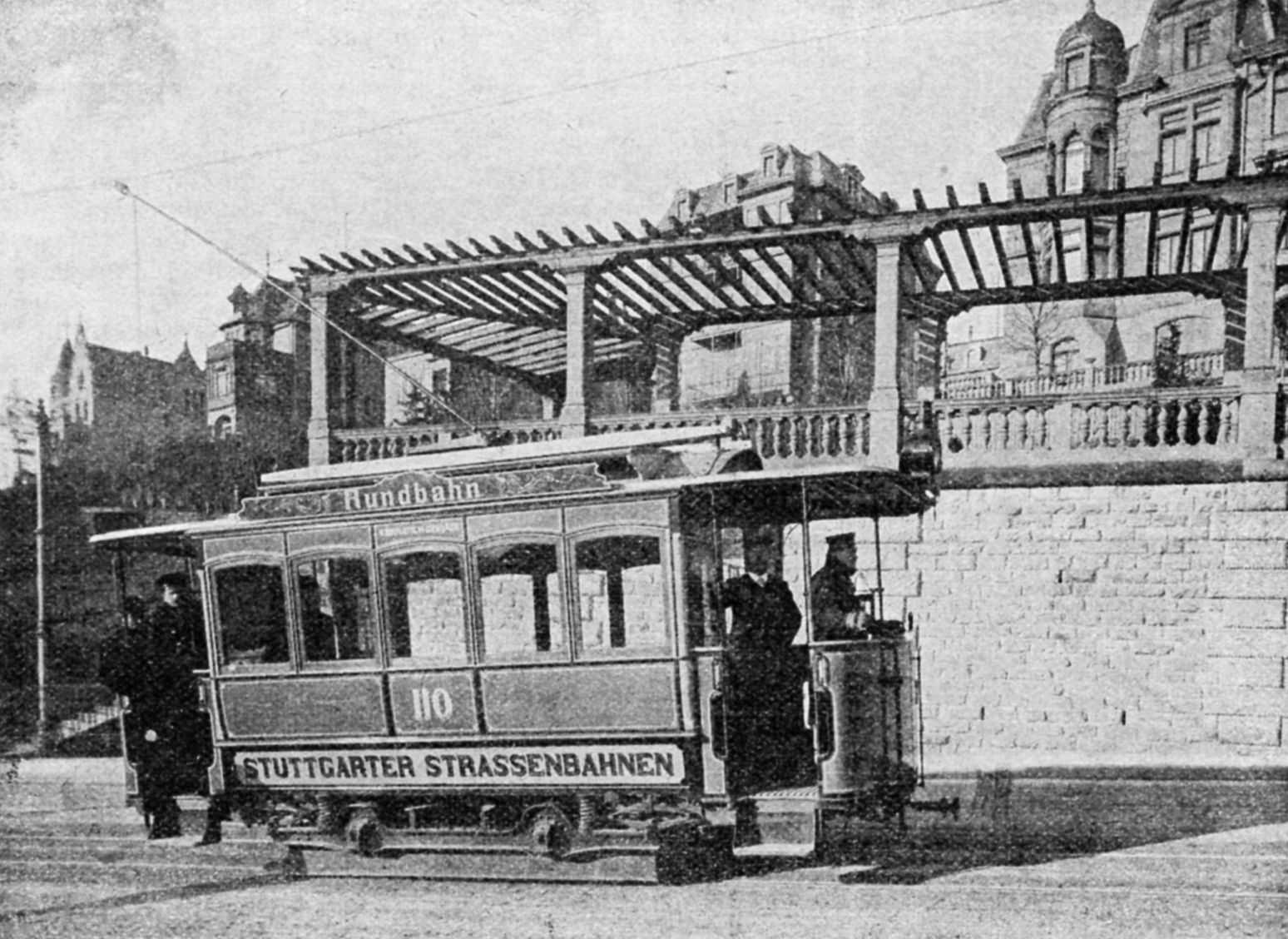
Antico tram di Stoccarda nel 1898.
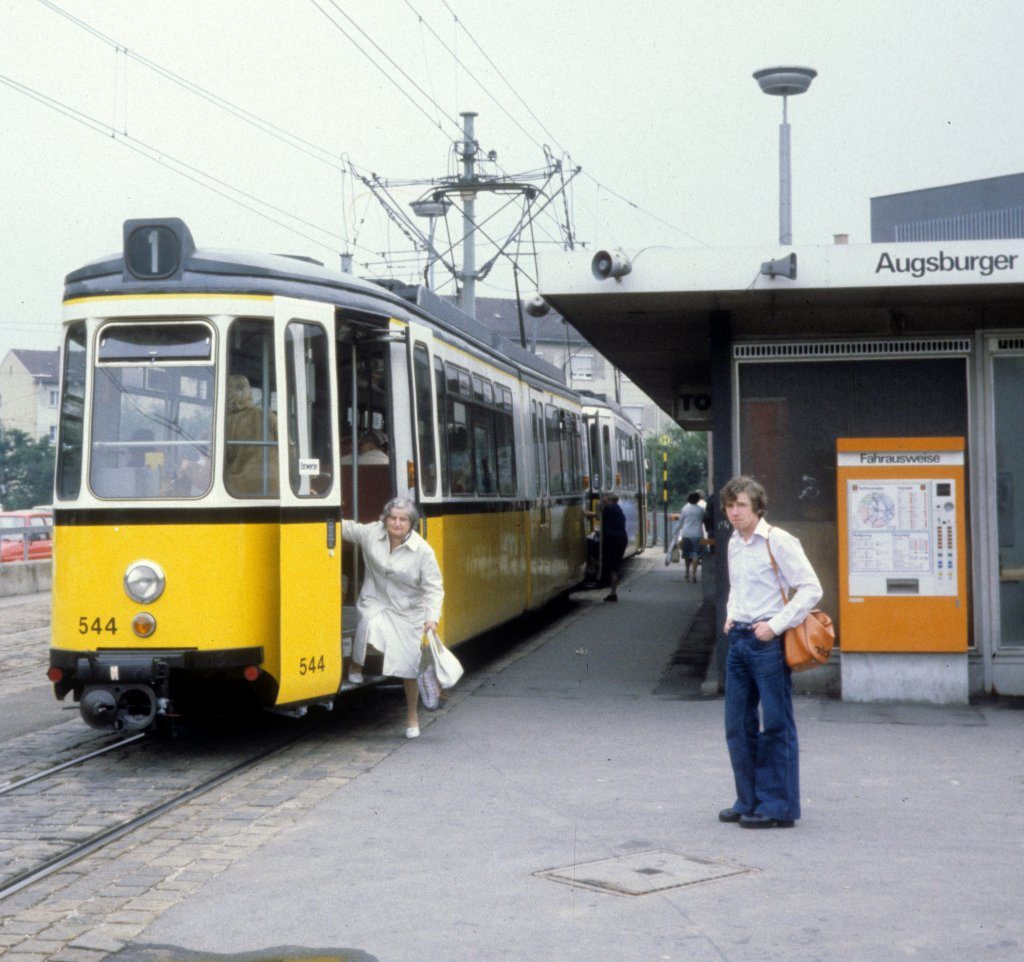
Vecchio tram a scartamento metrico nel 1979.
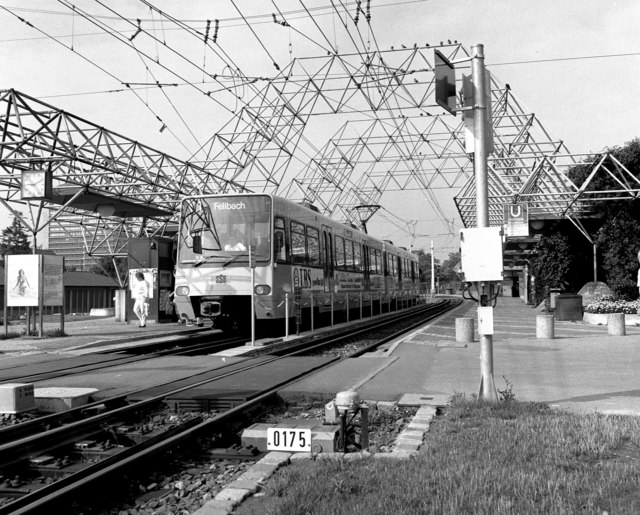
Treno Stadtbahn nel 1986 alla Stazione "Mineralbäder".
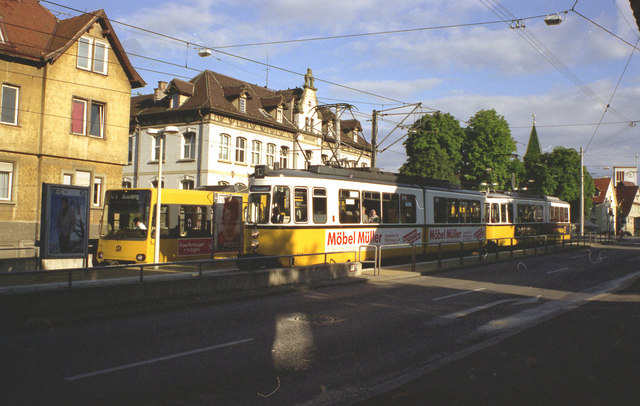
Tram e Stadtbahn durante la transizione nel 1995.
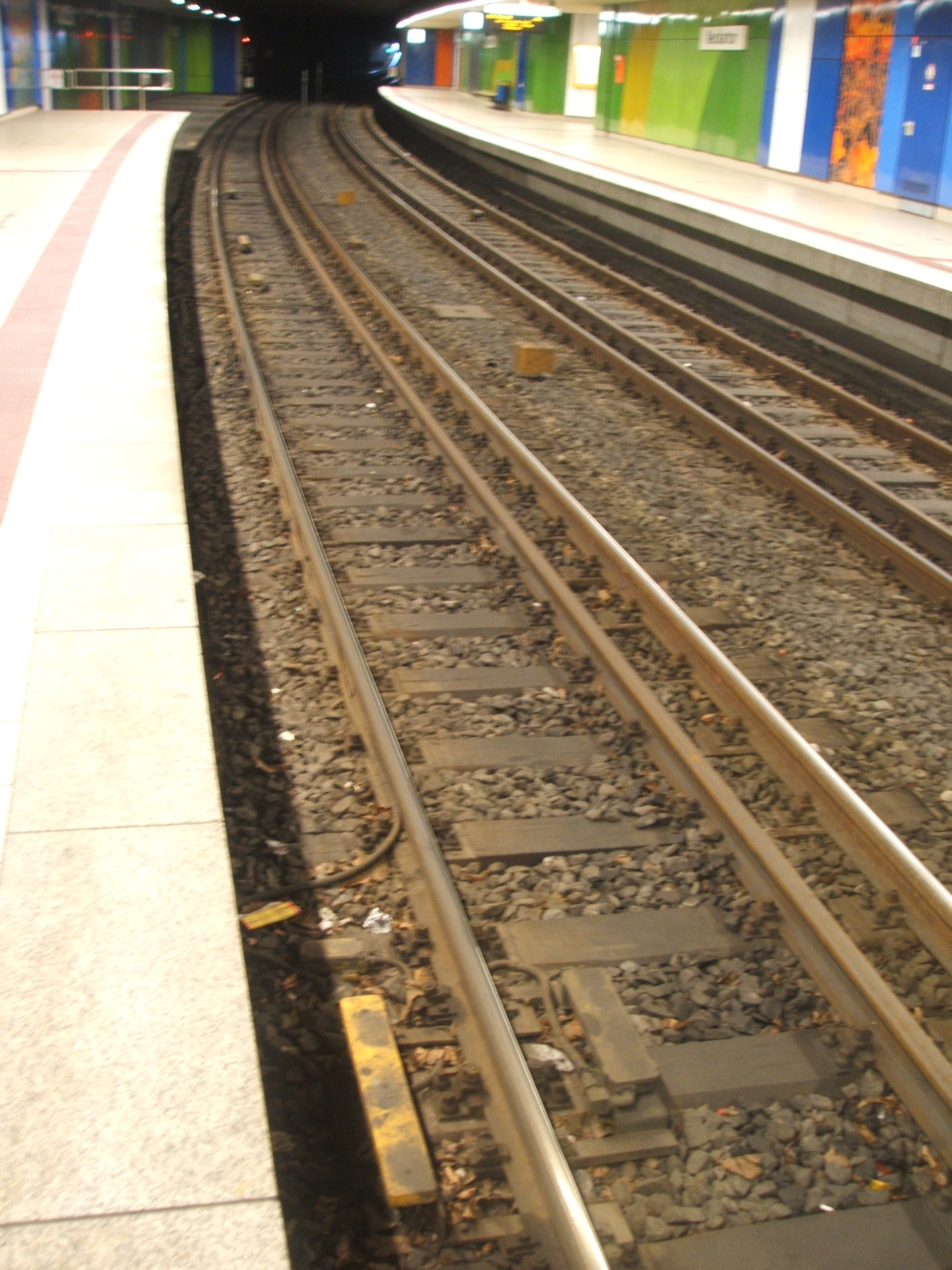
Binario a doppio scartamento alla stazione "Neckartor".
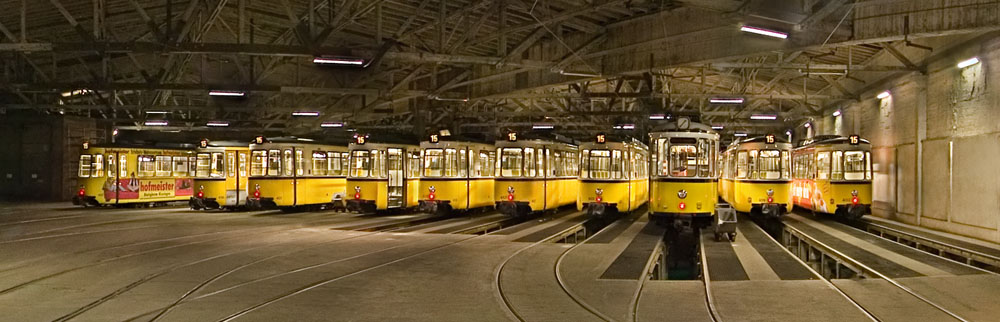
Museo dei Tram di Stoccarda a Bad-Cannstatt.

### Testi di approfondimento
- (DE) Fritz D. Kegel, U-Bahnen in Deutschland. Planung Bau Betrieb, Düsseldorf, Alba Buchverlag, 1971,  pp. 76-78, ISBN non esistente.